# Cuora picturata
Cuora picturata — вид черепах, ендемік південних гірських районів В'єтнаму. Можливо також зустрічається в найсхідніших районах Камбоджі та південних районах Лаосу.

## Класифікація
Цей вид первинно був описаний як підвид Cuora galbinifrons, але виявилося, що він відмінний генетично. Ця ж ситуація була характерна для виду Cuora galbinifrons bourreti, який значно ближче пов'язаний із Cuora galbinifrons в остеології, генетиці та морфології, ніж вид Cuora picturata до будь-якого із цих двох.

## Вигляд
Цей вид має найбільш випуклий карапакс з усього роду Шарнірна черепаха. За формою карапакс нагадує шолом конкістадора. Забарвлення голови у підвидів Cuora galbinifrons є дуже різноманітним навіть у різних популяціях, але забарвлення голови особин виду Cuora picturata завжди жовте із дрібною сіруватою сіточкою. Характерна також форма зіниць — папілярна, на відміну від круглої у Cuora bourretii та Cuora galbinifrons.

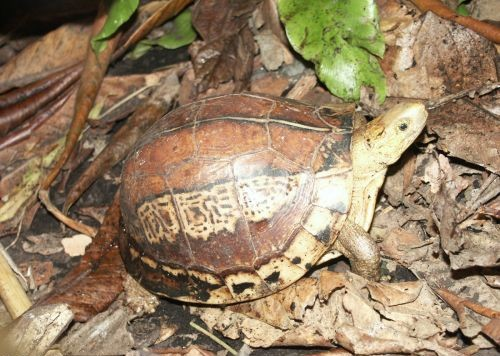
Самець Cuora picturata
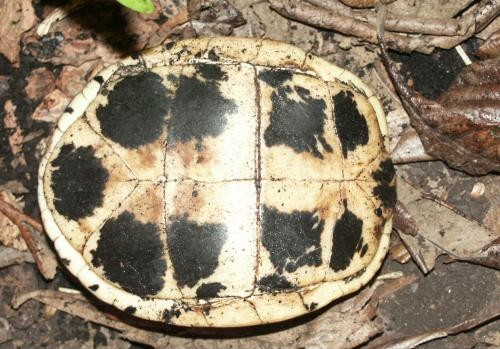